# Nebelberg
Nebelberg är en ort och kommun i Österrike. Den ligger i distriktet Rohrbach i förbundslandet Oberösterreich, 180 kilometer väster om huvudstaden Wien. Kommunen gränsar i väster till Bayern i Tyskland.
Kommunen består av fyra orter (Ortschaften) (inom parentes invånarantal 1 januari 2024):
- Heinrichsberg (192)
- Nebelberg (145)
- Stift am Grenzbach (197)
- Vordernebelberg (108)